# 요시 크래프트 월드
《요시 크래프트 월드》(일본어: ヨッシークラフトワールド, 영어: Yoshi's Crafted World)는 굿 필이 개발하고 닌텐도가 2019년에 발매한 닌텐도 스위치용 게임이다.